# Claude VonStroke
Claude VonStroke (pseudonimul lui Barclay Crenshaw) este un DJ american stabilit în San Francisco, născut la Detroit.
Claude VonStroke este un producator American de muzica house si techno avand resedinta in San Francisco. El detine Dirtybird and Mothership. In Iulie 2006 a lansat albumul lui de debut, Beware of the Bird, care a primit numai felicitari . In prezent mixeaza Fabric 46 pentru a-l lansa in Mai 2009.

## Discografie

### Albume
- 2006 Beware of the Bird

Melodiile de pe album:
1. Warming Up the Bass Machines
2. Deep Throat
3. Chimps
4. Beware of the Bird
5. The Whistler
6. Who's Afraid of Detroit?
7. Eastern Market
8. Cicada "17 Year Mix" (Remix of Justin Martin)
9. The 7 Deadly Strokes
10. Birdshit (Remix of Frankie)
11. Southern Fried Remix (Remix of Justin M & Sammy D "The Southern Draw")
12. Lullabye (Live Rec. from Poorboy, Detroit 1999. New Vocal by QZen)
13. Heater (Remix of Samim "Heater")

### Single-luri
- 2006 "The Whistler"
- 2006 "Deep Throat" (ITA # 1 / GER # 1 / BEL #1)
- 2006 "Who's Afraid of Detroit ?"
- 2007 "Groundhog Day"
- 2008 "Scarlet Macaw"